# Baron Newlands
Baron Newlands, of Newlands and Barrofield in the County of the City of Glasgow and of Mauldslie Castle in the County of Lanark, war ein erblicher britischer Adelstitel in der Peerage of the United Kingdom.
Der Titel wurde am 19. Januar 1898 für den Heeresoffizier und Direktor der Caledonian Railway Company Sir William Wallace Hozier, 1. Baronet geschaffen. Diesem war bereits am 12. Juni 1890 in der Baronetage of the United Kingdom der fortan nachgeordnete Titel Baronet, of Newlands and Mauldslie in the County of Lanark, verliehen worden. Beide Titel erloschen beim Tod seines kinderlosen einzigen Sohnes, des 2. Barons, am 5. September 1929.

## Liste der Barone Newlands (1898)
- William Wallace Hozier, 1. Baron Newlands (1825–1906)
- James Henry Cecil Hozier, 2. Baron Newlands (1851–1929)